# Rolf Günther
Rolf Günther (* 22. leden 1913, Erfurt; † srpen 1945, Ebensee) byl SS-Sturmbannführer a zástupce Adolfa Eichmanna v oddělení IV B 4 (Auswanderung und Judenangelegenheiten) v Hlavním úřadu říšské bezpečnosti (RSHA). V roce 1929 vstoupil do SA. Podílel se na deportaci židů ze Soluně do koncentračního tábora Osvětim. Byl bratrem Hanse Günthera, vedoucího Ústředny pro židovské vystěhovalectvi v Praze. V srpnu 1945 spáchal sebevraždu, když se otrávil jedem ve věznici v Ebensee, kde byl zadržován Američany.